# Мокрая (Закарпатская область)
Мокрая (укр. Мокра) — село в Турье-Реметовской сельской общине Ужгородского района Закарпатской области Украины. Население по переписи 2001 года составляло 353 человека. Почтовый индекс — 89230. Занимает площадь 7,78 км².